# Augochlora dolichocephala
Augochlora dolichocephala är en biart som först beskrevs av Jesus Santiago Moure 1941.  Augochlora dolichocephala ingår i släktet Augochlora och familjen vägbin. Inga underarter finns listade.